# نهر ترغكانو
نهر ترغكانو (بالملايوية: Sungai Terengganu)‏ هو نهر في ولاية ترغكانو بماليزيا. نشأ من بحيرة كينير، يتدفق عبر عاصمة الولاية كوالا ترغكانو، ويتدفق إلى بحر الصين الجنوبي. يعلوه عدة جسور منها: جسر السلطان محمود وجسر مانير وجسر بولاو سيكاتي وأيضًا أحدث جسر كوالا ترغكانو المتحرك في كوالا ترغكانو.